# Scorțeni, Prahova
Scorteni là một xã thuộc hạt Prahova, România. Dân số thời điểm năm 2002 là 6094 người.